# Kanton Boulogne-sur-Mer-Nord-Ouest
Kanton Boulogne-sur-Mer-Nord-Ouest (francouzsky Canton de Boulogne-sur-Mer-Nord-Ouest) byl francouzský kanton v departementu Pas-de-Calais v regionu Nord-Pas-de-Calais. Tvořily ho dvě obce. Zrušen byl po reformě kantonů 2014.

## Obce kantonu
- Boulogne-sur-Mer (severozápadní část)
- Wimereux